# Wake up!! TAMALA
『Wake up!! TAMALA』（ウェイクアップ タマラ）は、2010年10月11日公開のアニメーションの日本映画。『TAMALA2010 a punk cat in space』のTAMALAが主人公であり、生物多様性が映画のテーマ。特別協力は世界自然保護基金(WWF)。

## 放送・配信
2010年10月11日の14時40分頃から、NHKの環境特別番組『SAVE THE FUTURE』にてダイジェスト版が放送された。生物多様性条約第10回締約国会議 (COP10) 開催中の10月11日15時 - 10月29日の間は、NHKエコチャンネルにて、フル配信される。
東京国際映画祭では、環境保護作品部門に出品されていて、2010年10月25日・10月27日に、『ゾウとアタシに雪が降る』と並映される。

## キャスト
- タマラ (TAMALA) - ハラシマアツコ
- クロノスケ - 栗山千明

## スタッフ
- 監督・脚本・音楽 - t.o.L
- アニメーション・クリエイター - 根本健太郎
- 製作 - 株式会社東京ニュース通信社
- エクゼクティヴ・プロデューサー - 奥山卓
- プロデューサー - 武内朗
- 共同制作 - チームFrom JP.

## 主題歌
- alan 『名もなき種』（作詞：いしわたり淳治 作曲：alan, 菊池一仁）